# Guelfo Civinini
Guelfo Civinini (Livorno, 1º agosto 1873 – Roma, 10 aprile 1954) è stato uno scrittore, poeta, giornalista ed esploratore italiano.

## Biografia

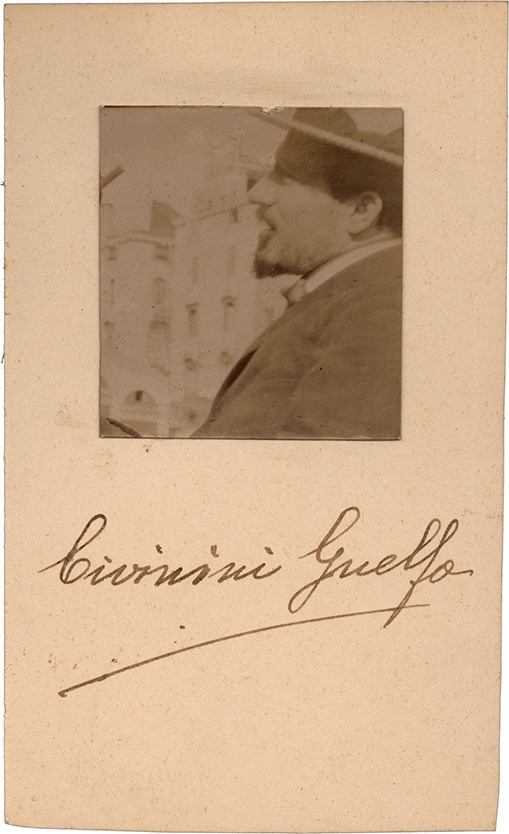
Ritratto di Guelfo Civinini dall'Archivio Ricordi. La scritta non è la sua firma.

I genitori Francesco e Quintilia Lazzerini, di origine pistoiese, risiedevano a Grosseto, dove Civinini trascorse gran parte dell'infanzia. A causa della malaria, che ancora affliggeva la Maremma, d'estate, per sfuggire al periodo più pericoloso, secondo la consuetudine dell'estatatura, i genitori di Guelfo erano soliti spostarsi a Livorno, dove lo scrittore nacque. Dopo la morte precoce del padre e il secondo matrimonio della madre Civinini si trasferì con la famiglia a Roma, dove terminò gli studi al liceo "Umberto I" il cui preside Giuseppe Chiarini, critico e letterato amico del Carducci, per rimproverarlo di una bugia e avendone già intraviste le possibilità letterarie, gli predisse un futuro da giornalista.

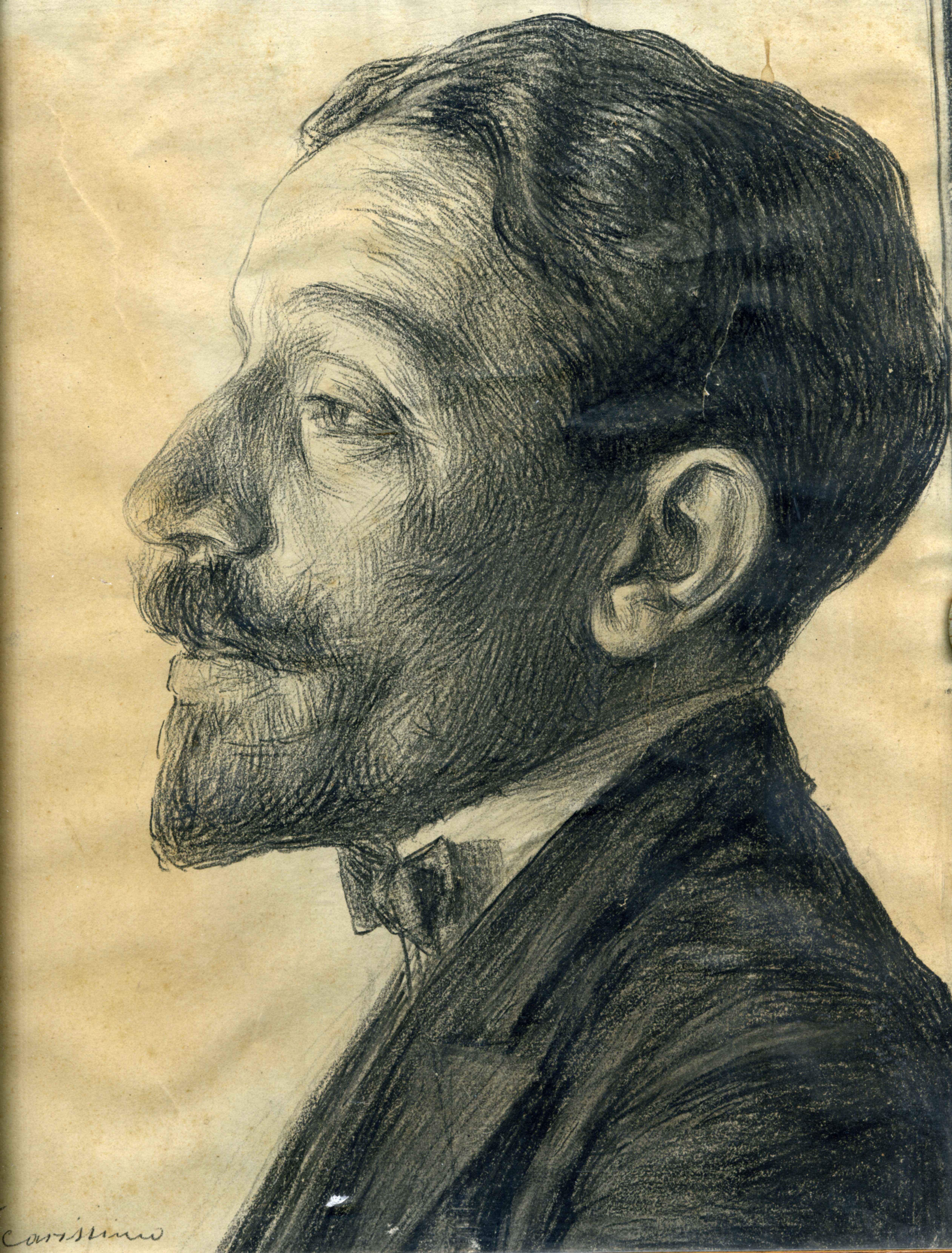
Guelfo Civinini ritratto da Domenico Baccarini nel 1904.

A Roma Guelfo si sposò con Giuseppina (Pina) Mazzara Bridgtower, pronipote di George Polgreen Bridgtower, famoso violinista mulatto cresciuto alla corte d'Inghilterra, sotto la protezione del principe di Galles, futuro Giorgio IV. Trovato in un primo momento un lavoro presso il ministero della Guerra, col fratello Ricciotto Pietro, anch'egli scrittore, iniziò a frequentare l'ambiente letterario romano che si riuniva nella storica Terza Saletta del Caffè Aragno. Dal 1895 in poi cominciò a collaborare con articoli di cronaca e di critica letteraria a vari quotidiani e riviste come "Il Marzocco", "Fantasio", "La Riviera Ligure", "La Riforma", "La Tribuna", "Il travaso delle idee", "La Patria" e l'"Avanti! della Domenica". Come suoi pseudonimi in queste collaborazioni si possono trovare Ricciardetto, Accard, Baccio Cellini, Baccellino, Muscardin e Pilusky,.
Su "La Patria" in particolare si occupò anche di critica d'arte, presentando e promuovendo l'opera di giovani artisti, come, ad esempio, il pittore e scultore faentino Domenico Baccarini. La produzione letteraria di Civinini iniziò con due raccolte di poesie d'intonazione crepuscolare, L'urna, e I sentieri e le nuvole, e con alcune opere teatrali. Nel 1906 con la novella Gattacieca  vinse il suo primo premio letterario. Erano in giuria Giovanni Verga, Luigi Capuana e Federico De Roberto. Nel 1908 sostituì Carlo Zangarini nella stesura del libretto de La fanciulla del West, musicato da Giacomo Puccini. Nel 1901 fu vice-segretario alla Divisione Gabinetto del Ministro della Guerra Coriolano Ponza di San Martino (Ministero della Guerra, Annuario Militare del Regno d'Italia, Roma, 1901, p. 279).

### Inviato di guerra del Corriere

Civinini addormentato in una trincea durante la grande Guerra.

Segnalato a Luigi Albertini dall'amico Ugo Ojetti che ne apprezzava l'attività giornalistica, fu assunto nel 1907 al "Corriere della Sera". Entrato nella redazione romana, Civinini si fece particolarmente apprezzare dal direttore Albertini con le sue cronache sia di colore che di avvenimenti importanti come la prima de La nave di Gabriele D'Annunzio e i voli di Léon Delagrange e di André Beaumont, con i servizi sul terremoto di Messina e sulle paludi pontine infestate dalla malaria, e con resoconti di viaggi e interviste in vari luoghi d'Italia e in Portogallo, Spagna e Grecia. La stima del direttore lo fece quindi promuovere dalla redazione romana a quella milanese di Via Solferino. Inviato a Montecarlo ad intervistare il principe Nicola IV Esterházy riuscì a trovarlo al Casinò.
Per poterlo avvicinare iniziò a giocare al suo stesso tavolo a chemin de fer vincendo peraltro le prime mani. Intanto iniziò a chiacchierare con il principe ma terminata l'intervista Civinini si rese conto di aver perso tutto il denaro che aveva per l'enorme cifra per l'epoca di quattromila lire. Rientrato a Milano si presentò all'amministratore economico del Corriere Eugenio Balzan richiedendo il rimborso delle spese sostenute avendole effettuate per conto del giornale. Balzan gli rispose: "Ma se le quattromila lire, invece di perderle, lei le avesse vinte, le avrebbe versate a me?". Al che Civinini replicò: "Ma se io, avendo vinto quattromila lire, le versassi a lei, lei un imbecille come me continuerebbe a tenerlo al suo servizio?".
Civinini collaborò anche, con numerosi articoli e pièces teatrali, a "La Lettura" mensile culturale del Corriere della Sera.

Libia, 1912. Civinini (col casco) e l'ora del tè in una trincea.

Libia, 1912. Civinini (al centro, in borghese) con alcuni ufficiali e un battaglione di àscari.

Quando nel 1911 incominciò la campagna di Libia, insieme a Luigi Barzini fu inviato come corrispondente di guerra in Libia, sia nel 1912 che nel 1914 con il compito di seguire i reparti combattenti e qui scoprì anche la sua vocazione alla battaglia guadagnandosi la prima delle medaglie al valor militare a Marsa Zuetina, e un'altra ad Agedabia. Dal luglio 1915 al marzo 1916, in un lungo viaggio dalla Grecia alla Svezia, inviò al giornale numerose corrispondenze successivamente raccolte nel volume "Viaggio intorno alla guerra". Fu poi inviato al fronte italiano, dal 1916 al 1918. Pur non essendo ufficialmente combattente, come già in Libia, prese parte ad alcune azioni belliche e ad attività di collegamento che gli fecero guadagnare altre due medaglie di bronzo. 

Civinini (il primo da destra) con gli altri membri dell'equipaggio di un "Caproni" dell'impresa di Cattaro.

Civinini a sinistra in un paese del Friuli appena occupato.

L'attività bellica fece spesso in Civinini passare in secondo piano la sua attività di giornalista e i suoi ritardi nell'inviare i servizi a Milano gli attirarono spesso, nonostante la stima, le critiche e i rimproveri di Luigi Albertini".
Divenuto amico di D'Annunzio, partecipò alla rischiosa impresa di Cattaro come tenente osservatore nella squadriglia del Carnaro del Distaccamento A.R. comandato dal Maggiore Armando Armani con D'Annunzio, Maurizio Pagliano, Luigi Gori, Ivo Oliveti, Casimiro Buttini, Gino Lisa e Mariano D'Ayala Godoy su Caproni Ca.33, guadagnando il quarto "bronzino". Prese anche parte alle fasi preparative del "Volo su Vienna", ma commise un grave errore regalando ad un collega del "Secolo Illustrato" molto materiale dell'impresa dannunziana tra cui foto, manifestini e un autografo. Albertini andò su tutte le furie e scrisse a Civinini:"Alle molte cose sgradevoli verificatesi in questi giorni devo aggiungere quella che constato ora e mi indigna profondamente: mentre per Domenica del Corriere non ricevemmo alcuna fotografia troviamo riprodotto in altro giornale illustrato interessantissimo documento fornito da voi con autografo di D'Annunzio. Attendo spiegazioni immediate".
Il telegramma di Albertini non poté essere recapitato prima di dieci giorni poiché Civinini nel frattempo si era spostato a combattere sul Passo del Tonale insieme agli Arditi.
Alla risposta di Civinini, Albertini replicò con una lettera ancora più dura e da quel momento i rapporti si fecero più difficili. Presso il Corriere si fecero sempre più insistenti da parte degli altri cronisti le domande sul perché Civinini non venisse licenziato e si ipotizzò che avesse raccomandazioni molto forti ma la realtà era che Albertini aveva grande stima del proprio corrispondente, sia come soldato, sia come uomo e giornalista.Nel 1918 Civinini aveva intanto pubblicato la sua prima raccolta di novelle, "La stella confidente".

### Il dopoguerra e le spedizioni africane
Alla fine della guerra, mentre erano in atto le trattative di pace il Corriere si schierò contro le richieste irredentistiche della Dalmazia. Civinini, non condividendo la linea del giornale, si dimise senza nemmeno richiedere la liquidazione e prese parte all'impresa di Fiume al seguito di D'Annunzio che lo nominò "rappresentante della reggenza del Carnaro in Egitto". Già fervente nazionalista, aderì quindi al fascismo e nella primavera 1923 al comando di un gruppo di pionieri con il grado di console generale della neocostituita Milizia Volontaria per la Sicurezza Nazionale, nonostante fosse stato sconsigliato dall'amico Federzoni, decise di intraprendere una spedizione in Tripolitania con l'obiettivo di creare una colonia agricola ma l'obiettivo sfumò e in breve i pionieri furono rimpatriati. Nel 1925 fu tra i firmatari del "Manifesto degli intellettuali fascisti"

L'attraversamento del Mareb che segnava il confine tra Eritrea italiana e Abissinia.

Civinini si riposa nella sua tenda durante una delle sue spedizioni.

Negli anni tra la prima e la seconda guerra mondiale Civinini alternò una produzione letteraria basata soprattutto su raccolte di novelle, spesso di ispirazione autobiografica, con alcuni viaggi in Africa. In seguito ad una spedizione organizzata nel 1924, dall'Eritrea fino al lago Tana, realizzò il primo documentario cinematografico Aethiopia per conto dell'Istituto Luce.
Nel 1925 incominciò ad organizzare un'altra spedizione, in Africa orientale con obiettivo la ricerca dei resti dell'esploratore Vittorio Bottego, caduto nel 1897. Per preparare un viaggio così impegnativo cercò aiuti che gli vennero da Italo Balbo cui aveva sottoposto il suo progetto. Tramite Balbo che contattò ditte ed enti, Civinini fu rifornito di tutto il materiale di cui aveva bisogno per la spedizione. Nel viaggio fu accompagnato dal principe Marescotti-Ruspoli che si offrì inoltre di coprire buona parte delle spese. Giunti in Africa intrapresero la spedizione il 26 aprile 1926:
(Telegramma inviato da Civinini alla partenza dall'Asmara il 26 aprile 1926)
Quando Civinini raggiunse il luogo della morte di Bottego riuscì a farsi indicare il luogo dove, secondo la tradizione Bottego era stato sepolto. Gli fu infatti indicato un cumulo presso un albero secolare ma gli scavi che effettuarono non diedero risultati così i due esploratori si limitarono ad incidere su una roccia affiorante il simbolo di una croce e il nome di Vittorio Bottego con la data del 16 marzo 1897.

### In Italia
Il 14 luglio 1928, morì suicida Giuliana, la figlia di Civinini. Anch'essa era stata in Cirenaica come giornalista. Lo scrittore, distrutto dal dolore, si recò presso l'amico Luigi Federzoni che all'epoca era ministro delle colonie e consegnando tutti i titoli di Stato che possedeva chiese che si facesse qualcosa per conservarne la memoria. Fu così istituito il premio "Giuliana Civinini per la migliore opera di letteratura coloniale.

La torre di Santa Liberata sull'Argentario fonte d'ispirazione di molti racconti di Civinini. La torre andò distrutta durante l'ultima guerra.

Orbetello, Guelfo Civinini (a destra) insieme a Italo Balbo.

Nel 1929, nominato Direttore Coloniale a Zavia, in Libia, fu presto rimosso dall'incarico per aver preso dei severi provvedimenti contro il dipendente di un gerarca che maltrattava gli indigeni. Civinini poi si trasferì da Roma a Firenze e nel 1930 riprese a collaborare al "Corriere della Sera".
Innamoratosi dell'Argentario fin dal 1931, si fece promotore della costruzione di una strada panoramica lungo il perimetro costiero, tanto che gli abitanti di Porto Santo Stefano, riconoscenti, gli offrirono la carica di Podestà, carica che, per vari motivi, dovette a malincuore rifiutare.
Sempre sull'Argentario nel 1934 comprò dal Demanio la Torre di Santa Liberata, riadattandola ad abitazione e compiendo anche degli scavi nel terreno sottostante che portarono alla luce i resti di una villa romana degli Enobarbi. Sono di questo periodo i libri che raccolgono racconti di ricordi d'infanzia (Odor d'erbe buone, Pantaloni lunghi) e d'Africa (Sotto le piogge equatoriali, Ricordi di carovana, Tropico e dintorni, Vecchie storie d'oltremare) e novelle ambientate in Maremma (Trattoria di paese, Gesummorto).

Civinini (secondo in piedi da destra) tra Massimo Bontempelli e Silvio D'Amico, dietro a Luigi Pirandello, a una Fiera del libro (Montecatini, anni '30). Si riconoscono anche, tra le fisionomie più note, Marinetti, Trilussa e Lucio D'Ambra (quinto, sesto e nono da destra in piedi).

Nel 1933 ricevette il "premio Mussolini" per la letteratura, nel 1937 il Premio Viareggio per Trattoria di paese. Risale al 1930 l'amicizia, protrattasi per alcuni anni, con una giovanissima Elsa Morante, che lo scrittore aiuterà ad affermarsi come scrittrice per l'infanzia. Nel 1935 riuscì a partire volontario per la guerra d'Etiopia, dove guadagnò una croce di guerra al valor militare. Anche qui, tra una pausa e l'altra dei combattimenti, scrisse numerosi articoli. In seguito alle leggi razziali e dopo il "Patto d'Acciaio" con la Germania, si era distaccato dal partito fascista e dall'ideologia mussoliniana, tanto che, insieme a Romano Romanelli fu sanzionato per giudizio pubblico contro Mussolini e in seguito, nel 1944 il governo di Salò vietò la vendita dei suoi libri in quanto di scrittore "non gradito".
Fu nominato Accademico d'Italia il 12 giugno 1939. Nello stesso anno fu nominato Ispettore Onorario per i Monumenti, Scavi ed Opere di Antichità e d'Arte per Monteargentario ed Orbetello. Morta la prima moglie, nel 1941 si risposò con Antonietta (Nietta) Germani ed ebbe ancora una bambina, Annalena. Con la nuova famiglia passò a Firenze tutto il periodo della seconda guerra mondiale e gli anni successivi fino al 1952.
Nel 1945, accusato di profitti illeciti dalla Commissione di epurazione, inviò un esposto elencando tutti i guadagni percepiti negli ultimi vent'anni. Due anni dopo fu costretto ad inviare un nuovo esposto.
(Esposto del 10 febbraio 1947 inviato da Civinini.)

Guelfo Civinini parla ai militi della 321 Legione Fasci all'Estero.

Il 20 marzo 1948 fu chiamato a deporre davanti alla Commissione di epurazione. Il procedimento accertò l'inconsistenza delle accuse e assolse Civinini. Al termine del processo il presidente della giuria sfogliò a lungo la sua relazione, poi - fissandolo - gli disse che in un tempo lontano si erano già conosciuti quando le truppe italiane entrarono in Vittorio Veneto. Civinini confermò di essere entrato in città con le prime pattuglie di cavalleria, al che il magistrato replicò: "Appunto, erano pattuglie del mio squadrone: Lancieri di Firenze". Nel secondo dopoguerra scrisse vari articoli per la Terza pagina di numerosi quotidiani e altre raccolte di ricordi. Nel 1953 con il libro di memorie "Lungo la mia strada" vinse il "premio Marzotto".
Nel 1952 si trasferì con la famiglia da Firenze a Viareggio. Colpito da un ictus, si spense a Roma nel 1954.

## Poetica
L'opera letteraria di Civinini, secondo un giudizio dello scrittore e giornalista Massimo Grillandi, dopo aver pagato inizialmente con le poesie un tributo all'atmosfera "crepuscolare" del primo novecento, è piuttosto da collocare nell'ambito di un "verismo" rinnovato nel disegno e nella realizzazione da un senso della misura tutto personale. E Indro Montanelli definisce la sua penna "una delle più caste, e chiare, e pulite, e ricche d'ombre e venature che abbia avuto la nostra terza pagina".

## Opere

### Poesia
- L'Urna, 1900
- I sentieri e le nuvole, 1911
- Cantilene, 1920 (per bambini)

### Prosa
- Viaggio intorno alla guerra, 1917
- La stella confidente, 1918
- Giorni del mondo di prima, 1926
- Sotto le piogge equatoriali, 1930
- Odor d'erbe buone, 1931
- Ricordi di carovana, 1932
- Pantaloni lunghi, 1933
- Tropico e dintorni, 1933
- Poi ci si ferma, 1934
- Trattoria di paese, 1937,
- Scricciolo & C., 1937 (per ragazzi)
- Gesummorto, 1938, ripubblicato a cura di Roberto Goracci, ed. Effigi, 2021
- Vecchie storie d'oltremare, 1940
- Alì moretto d'occasione, 1942 (per ragazzi)
- Libro dei sogni, 1949
- Racconti di ieri, 1951, premio minore Marzotto
- Quand'ero re, 1951
- Lungo la mia strada, 1953, premio Marzotto

### Teatro
- La casa riconsacrata, 1904
- Il Signor Dabbene, 1906
- Notturno, 1907
- La marchesa Zabeth (trad. da Les deux trouvailles de Gallus di Victor Hugo), 1907
- La regina, 1910
- Il sangue, 1922
- Rottami, 1929
- Il matrimonio di Figaro (trad. da P.A. Caron de Beaumarchais), 1941
- Rancore, 1948

### Lirica
- La fanciulla del West (libretto con C. Zangarini), musica di G. Puccini, 1910

## Premi letterari
- Premio del periodico "Critica e arte" per la novella Gattacieca, 1906
- Premio Mussolini per la letteratura, 1933
- Premio Viareggio per Trattoria di paese, 1937[32]
- Premio Gastaldi per un lavoro teatrale per Rancore, 1948
- Premio minore Marzotto Valdagno ex aequo per la narrativa per Racconti di ieri, 1951
- Premio Marzotto Valdagno per la narrativa per Lungo la mia strada, 1953

## Onorificenze
Nomina ad Accademico d'Italia per la classe delle lettere, 1939